# Coleonyx reticulatus
Coleonyx reticulatus är en ödleart som beskrevs av  Davis och DIXON 1958. Coleonyx reticulatus ingår i släktet Coleonyx och familjen geckoödlor. IUCN kategoriserar arten globalt som livskraftig. Inga underarter finns listade i Catalogue of Life.